# Enrique Pouey
Enrique Pouey Camino (1858-1939) fue un médico cirujano y filántropo uruguayo. Egresó como médico en 1884 de una recién formada Facultad de Medicina uruguaya, para después especializarse en cirugía ginecológica. Perfeccionó sus estudios en Francia, destacándose en la investigación bacteriológica y clínica. A su regreso, fue nombrado profesor de Medicina Operatoria y luego de Clínica Ginecológica, donde desarrolló y elevó la ginecología nacional. Innovador y maestro, contribuyó significativamente con publicaciones científicas y métodos quirúrgicos que permanecen vigentes.  Su dedicación y humanidad marcaron una época en la sociedad y medicina uruguaya.

## Infancia,  Educación Temprana y Familia.
Hijo de Marcos Pouey y Juana Camino. Enrique Pouey nació en un período de agitación social en Uruguay, posterior a la Guerra Grande y durante la presidencia de Juan Francisco Giró. Desde joven, mostró un interés notable por las ciencias naturales y la música, influenciado por su entorno familiar y la educación recibida en el Colegio Franco-Inglés dirigido por su padre, Marcos Pouey. 
Su única hermana Genoveva Pouey se casó con Alfonso Lamas Delgado (1867-1955) y tuvo un estrecho vínculo con sus sobrinos Roberto, Diego, Enrique, Mercedes Lamas Pouey,  Diego y Enrique, también fueron médicos y Profesores agregados de Cirugía; incluso por un tiempo se desempeñaron en la Clínica Ginecológica y en el Instituto de Curieterapia, siendo dirigidos por su tío Enrique Pouey.
Alfonso Lamas provenía de una familia muy ligada y militante del Partido Nacional y al igual que su hermano Eduardo (1865-1937), era médico psiquiatra. Sus otros hermanos fueron militares, el coronel Diego Lamas Delgado (1858-1898) y Gregorio Lamas Delgado (1861-1919), participaron activamente en el levantamiento armado junto al caudillo Aparicio Saravia. Todos ellos eran hijos de Diego Eugenio Lamas que fue un militar blanco que alcanzó el grado de Brigadier General fiel aManuel Oribe y que entre otras acciones Participó en el sitio de Montevideo durante 1843, hasta 1851 al servicio del Gobierno del Cerrito.

## Formación Académica en Francia
Entre 1876 y 1979, Pouey viajó a París para completar su bachillerato en el Colegio Sainte Barbe, donde se destacó académicamente y tuvo la oportunidad de interactuar con figuras prominentes de la época. Su formación en Francia no solo enriqueció sus conocimientos médicos y científicos, sino que también le permitió desarrollar una perspectiva cosmopolita que influiría en su carrera posterior.

## Contribuciones a la Medicina y la Educación
De regreso a Montevideo en 1879, Pouey inició una carrera médica que abarcó más de seis décadas. 
En 1884 finaliza sus estudios en la Facultad de medicina en Montevideo habiendo sido practicante
interno del Hospital de Caridad.
Un año más tarde, conjuntamente con
los profesores Francisco Soca y Joaquín de Salterain, fue pensionado por el gobierno del general Máximo Santos partiendo para Europa a fin de perfeccionar sus estudios en las principales clínicas del Viejo Continente. Estando en la Facultad de París, volvió a cursar toda su carrera durante cuatro años. 
De regreso Pouey fue profesor en la Facultad de Medicina (Universidad de la República), donde impartió cátedras de Medicina Operatoria y Clínica Ginecológica, formando a varias generaciones de médicos y cirujanos 

## Compromiso Filantrópico y Cultural
Además de su carrera médica, Pouey fue conocido por su compromiso filantrópico. Apoyó activamente instituciones educativas y de salud, financiando la construcción de instalaciones como el Liceo Manuel Rosé en el año 1937 y contribuyendo al desarrollo de la medicina a través de donaciones de equipamiento médico avanzado.

## Legado y Reconocimientos
Enrique Pouey falleció el 8 de mayo de 1939, dejando un legado duradero en Uruguay. Los restos del viejo profesor fueron velados en el atrio de la Facultad de Medicina (Universidad de la República) e hizo uso de la palabra el Decano Julio García Otero. 
Su vida y obra fueron honradas con múltiples homenajes, incluyendo la designación de una calle en su memoria y la institución de becas para el avance en el campo de la medicina. Su hermana María, continuando con su legado, donó importantes recursos a la Facultad de Medicina en su nombre.
En resumen, Enrique Pouey fue mucho más que un médico destacado; fue un humanista comprometido con el progreso de su país a través de la medicina y la educación. Su influencia perdura en las instituciones médicas y educativas que él ayudó a fortalecer, y su vida es un testimonio del poder transformador del compromiso y la dedicación hacia el bienestar común.